# Acidente do A-7D Corsair II em Indianápolis em 1987
O acidente do Ramada Inn foi um acidente aéreo onde um piloto da Força Aérea dos Estados Unidos não conseguiu chegar à pista do Aeroporto Internacional de Indianápolis e bateu no hotel Ramada em Indianápolis, Indiana, Estados Unidos.

## Sumário do acidente

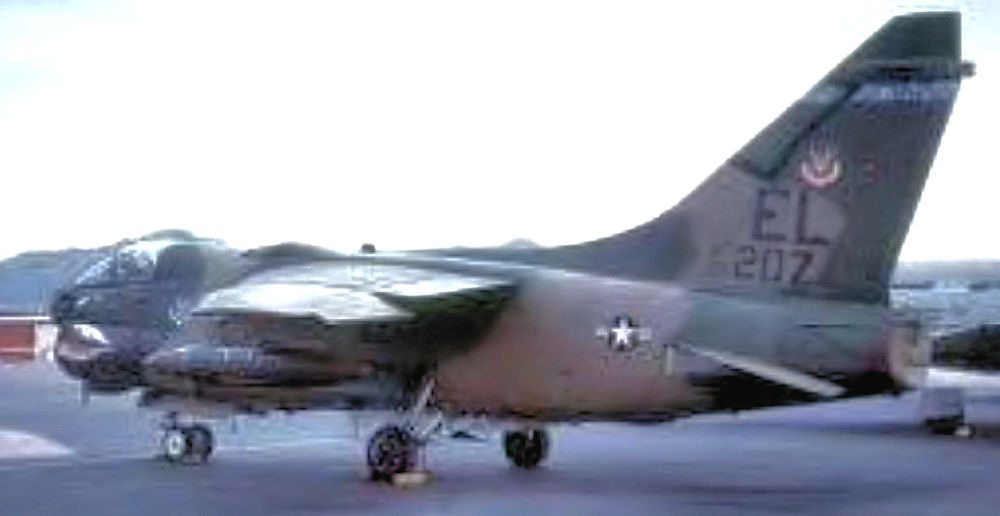
Corsair II

Na manhã de 20 de outubro de 1987, um Corsair II da Força Aérea Americana, serial 69-6207, pilotado pelo Major Bruce L. "Lips" Teagarden, 35 anos, estava a caminho do Nevada via Base Aérea de Tinker, Oklahoma, após deixar o Aeroporto Internacional de Pittsburgh no início do dia. Às 9:11 da manhã, Teagarden notificou os controladores do Aeroporto Internacional de Indianápolis que sua aeronave havia sofrido algum tipo de falha de motor cerca de 24 km sudoeste da cidade a cerca de 31.000 pés e ele estava voltando para Indianápolis para tentar um pouso de emergência. Os controladores em Indianápolis encaminharam Teagarden para a pista 5L, mas devido ao baixo teto de nuvens e pouca visibilidade sobre Indianápolis, Teagarden estava a 940 metros quando ele chegou ao limite e foi forçado a tentar pousar na Pista 32 em vez disso.
Teagarden fez uma curva à direita para seguir para o leste, longe do aeroporto, mas continuou a cair de 940 m a 610 m logo a leste da Interestadual 465 na extremidade leste do aeroporto, onde os controladores o perderam do radar. Conforme sua altitude diminuía, Teagarden foi forçado a ejetar da aeronave a 150 metros acima do solo, e o avião fez uma rápida curva à direita em direção ao desenvolvimento comercial da Park Fletcher. Atingiu a agência Bank One no quarteirão 5600 da Bradbury Avenue, ricocheteou no telhado, voou pela rua e atingiu um aterro, percorrendo 7,6 m e então bateu na frente do Ramada Inn. Teagarden pousou no estacionamento da Ace Supply Company, a quatro quarteirões do hotel, com hematomas e distensão muscular.
Quando o avião caiu no Ramada Inn, a cabine e o motor entraram no saguão, matando nove pessoas imediatamente ou em minutos; outro morreu 10 dias depois de queimaduras. As alas iam para os andares superiores da garagem e para os andares superiores do hotel. O combustível de jato da aeronave se inflamou com o impacto, causando uma bola de fogo que cobriu a frente do hotel até o quarto andar. Caminhões de bombeiros do Aeroporto de Indianápolis chegaram ao local um minuto após o impacto, e os bombeiros usaram espuma para controlar o fogo quatro minutos depois. Outros elementos do corpo de bombeiros do aeroporto vasculharam o prédio em busca de sobreviventes, enquanto a assistência era solicitada ao Corpo de Bombeiros de Indianápolis, Serviço de Ambulância de Wishard, Corpo de Bombeiros de Wayne Township e Corpo de Bombeiros de Município de Decatur.
Enquanto isso, o hotel foi evacuado pelos funcionários e hóspedes do Ramada Inn.
Teagarden foi designado para o 4450º Grupo Tático, que na época estava envolvido clandestinamente com o desenvolvimento do Lockheed F-117 Nighthawk.

## Consequências
A Força Aérea pagou US$ 50.427 em indenizações por reivindicações de propriedade, de acordo com o The New York Times.
Teagarden foi impedido de voar até que uma comissão de avaliação de voo o considerou inocente no incidente por causa das ações do controlador.
A causa do acidente, que foi revelada no relatório final da Força Aérea em janeiro de 1988, foi uma engrenagem defeituosa. Ele se partiu, fazendo com que o eixo de transmissão rasgasse o sistema de óleo lubrificante e o motor travasse logo em seguida. Os mecânicos da Força Aérea notaram pela primeira vez um desgaste excessivo nos eixos de transmissão de um Corsair em novembro de 1984 e, posteriormente, em outros dois. Isso gerou uma diretiva de segurança para verificar as estrias do eixo de transmissão durante o trabalho do compressor em todos os Corsairs em serviço.
O edifício carbonizado durou mais de dois anos; os proprietários do hotel nunca reconstruíram porque não conseguiram decidir sobre um projeto adequado. Atualmente, existe um estacionamento no local. A agência bancária danificada pelo avião ainda está de pé, convertido em um hospício.